# Kolonie Avalon
De kolonie Avalon (Engels: Colony of Avalon) of provincie Avalon (Engels: Province of Avalon) was een kolonie van Brits-Amerika op het eiland Newfoundland. De in 1621 gestichte kolonie met hoofdplaats Ferryland was een van de eerste permanente Britse nederzettingen in Noord-Amerika. Het volledige oostelijke schiereiland van Newfoundland is naar de voormalige kolonie vernoemd.

## Geschiedenis

### Vóór de stichting
In 1610 verkreeg de London and Bristol Company vanwege koning Karel I van Engeland exclusieve visserij-, jacht-, landbouw- en mijnbouwrechten over het zuidoostelijke schiereiland van Newfoundland. In 1616 kocht de Welshe schrijver William Vaughan het zuidoostelijke gedeelte van de Company over. Vaughan was een grote voorstander van kolonisering van Newfoundland en in 1617 stichtte hij er de kolonie Cambriol, bij het huidige Renews. De koloniseringspoging was echter een mislukking.
In 1620 verkocht Vaughan het meest noordoostelijke deel van zijn gebied aan de Engelse George Calvert. Het betrof een kustregio die zich uitstrekte van het grensgebied tussen Fermeuse en Aquaforte tot en met het dorp dat vandaag bekend staat als Calvert, twee plaatsen die in vogelvlucht zo'n 8 km uit elkaar liggen.

### Stichting en beginperiode (1621–1637)
George Calvert stuurde in 1621 twaalf mannen richting zijn recent aangekochte gebied in een poging om het te koloniseren. Hij noemde de nieuwe kolonie "Avalon", naar het mythologische eiland. De twaalf kolonisten vestigden zich in wat vandaag bekend staat als Ferryland. In de winter van 1622-23 volgden 32 nieuwe kolonisten, waaronder vrouwen en kinderen.
In 1627 bezocht Calvert, twee jaar eerder verheven tot baron Baltimore, de kolonie. Een jaar later vestigde hij zich er met zijn gezin in Mansion House. De levensomstandigheden waren er echter bijzonder zwaar, onder andere wegens de koude en lange winters en de beperkte landbouwmogelijkheden heerste er hongersnood. Daardoor vroeg Calvert reeds in 1629 aan koning Karel I van Engeland om hem een gebied toe te kennen dat zuidelijker gelegen was. Dat werd uiteindelijk de Province of Maryland. In 1632 gaf de koning in een charter zijn akkoord om Calvert bestuurder van die kolonie te maken. Daar George toen recent overleden was, werd het charter toegekend aan diens zoon Cecil Calvert. Cecil Calvert bleef via een gezant controle over Avalon behouden tot in 1637.

### Bestuur van David Kirke (1637–1650)
In 1637 kreeg David Kirke van de koning de controle over de kolonie Newfoundland toebedeeld. Een klein deel, namelijk de kolonie Avalon, was echter reeds aan Calvert toebedeeld. Aangezien wijlen George Calvert beschuldigd werd van het verlaten van zijn kolonie, kreeg Kirke ook het bestuur over Avalon (en aldus over het volledige eiland Newfoundland). Cecil Calvert legde zich daar niet bij neer, wat de aanzet was tot jarenlange twisten om het gebied.
Kirke maakte van Ferryland, dat hij later hernoemde tot Pool Plantation, zijn vestigingsplaats. Naast het runnen van een succesvol visserijbedrijf, regeerde Kirke Newfoundland tot in 1650. Ferryland fungeerde aldus van 1637 tot 1650 als de facto hoofdstad van de kolonie Newfoundland. Naar het einde van zijn leven lag Kirke in conflict met de familie Calvert over de rechten van Avalon, net als met Engelse vissers en handelaars. Na de Engelse Burgeroorlog bevond hij zich als royalist in het verliezende kamp. In 1651 werd hij gearresteerd en hij stierf in een Engelse gevangenis in 1654.

### Late periode (1651–1696)
Ondanks de moeilijke politieke context bleef Sara Kirke, Davids weduwe, als matriarch de Pool Plantation te Ferryland managen, tezamen met andere uitgestrekte eigendommen (onder meer te Renews). In 1661 kregen de Calverts op papier gelijk, maar ze deden nooit een serieuze poging om Avalon effectief opnieuw te claimen.
In 1673 werd de plaats in de context van de Derde Engels-Nederlandse Oorlog grotendeels in de as gelegd door een aanval van de Nederlanders. De nederzetting wist zich echter vrij snel te herstellen. Sara Kirke trok zich circa 1679 terug uit het actieve leven en overleed zo'n vier jaar later.
De historische nederzetting werd definitief vernietigd door Franse troepen en geallieerde Mi'kmaqs in de Avalonveldtocht van 1696 (tijdens de Oorlog van koning Willem). Op dat moment woonden nog drie zonen van David en Sara Kirke (namelijk George, David en Phillip) te Pool Plantation. Zij werden, net als alle andere inwoners, door de Fransen gedwongen de omgeving te verlaten.
Begin 18e eeuw was er nog een kleine nederzetting te Ferryland, al was deze niet meer te vergelijken met de voormalige glorie.

## Archeologische site
Ferryland is van groot archeologisch belang als locatie van de voormalige kolonie Avalon. Het was immers de eerste permanente Britse nederzetting op Newfoundland die echt succesvol was. De oudste permanente Britse nederzetting op het eiland is Cupids (1610), maar deze was verre van zo groot of belangrijk als de nederzetting te Ferryland.
In 1953 erkende de Canadese overheid de archeologische site en het bijhorende landschap als een National Historic Site of Canada. Er werden sindsdien grootschalige archeologische opgravingen uitgevoerd, die verschillende fundamenten van gebouwen blootlegden, waaronder die van Mansion House. Onder de opgegraven artefacten bevinden zich kanonskogels, hangsloten en sleutels, kleipijpjes, een gouden spoor, potten en munten. Anno 2020 worden er nog steeds opgravingen uitgevoerd.
De vondsten worden tentoongesteld in het bezoekerscentrum, dat dienstdoet als interpretatiecentrum voor toeristen en andere geïnteresseerden. Er zijn onder andere gegidste rondleidingen en mogelijkheden om van de 17e-eeuwse keuken te proeven.

## Galerij

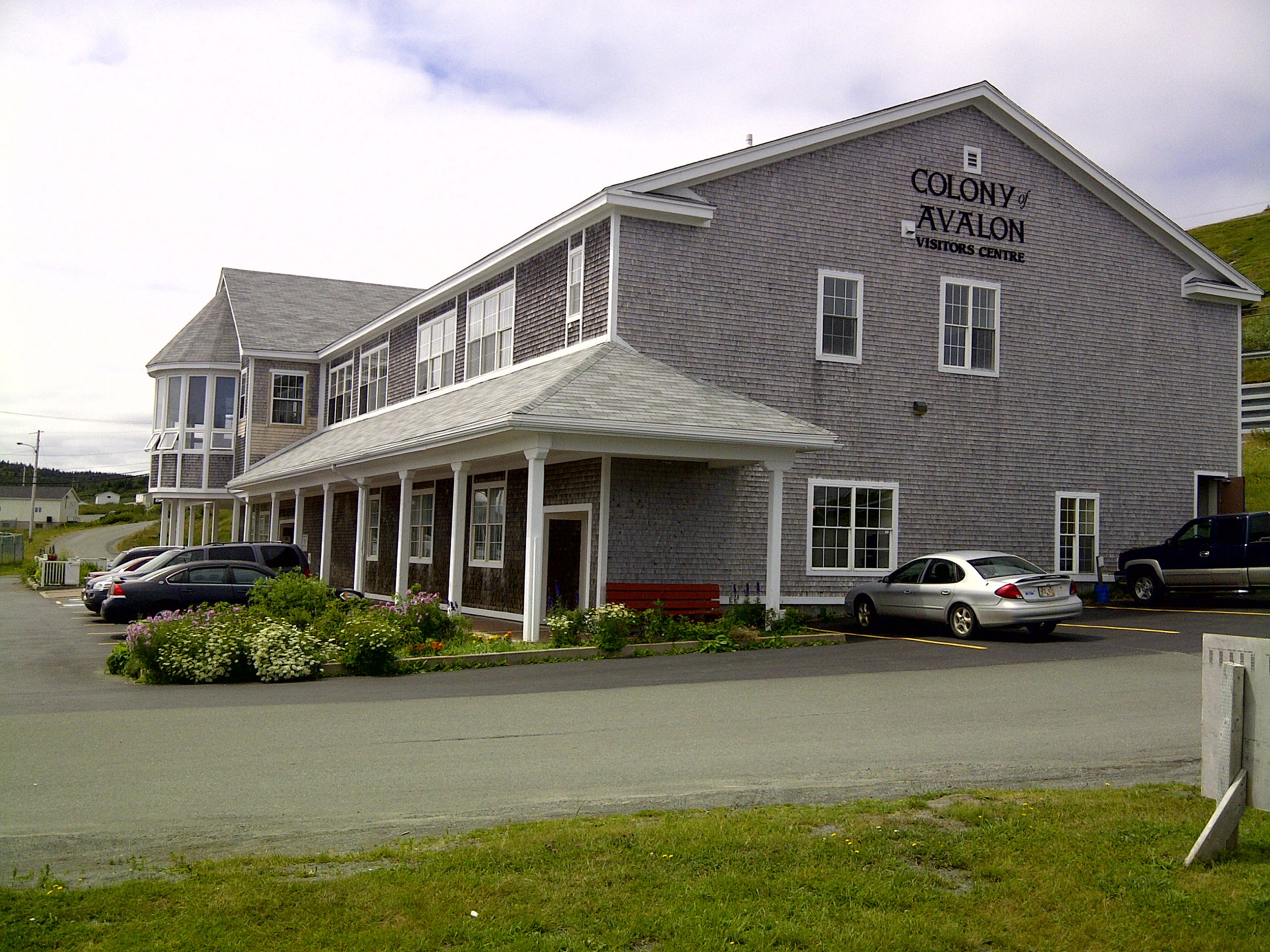
Bezoekerscentrum van de Kolonie Avalon te Ferryland
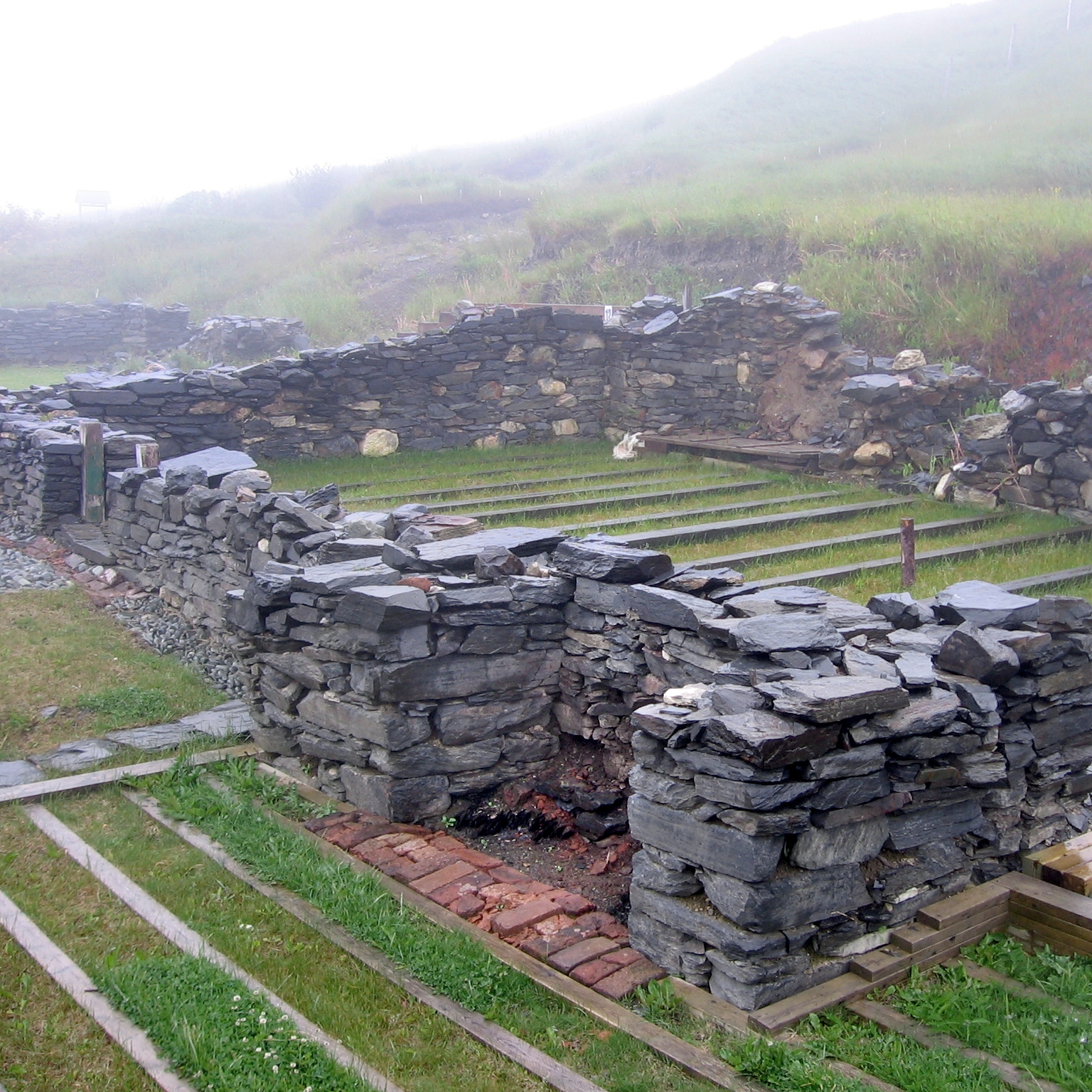
Overblijfselen van Mansion House
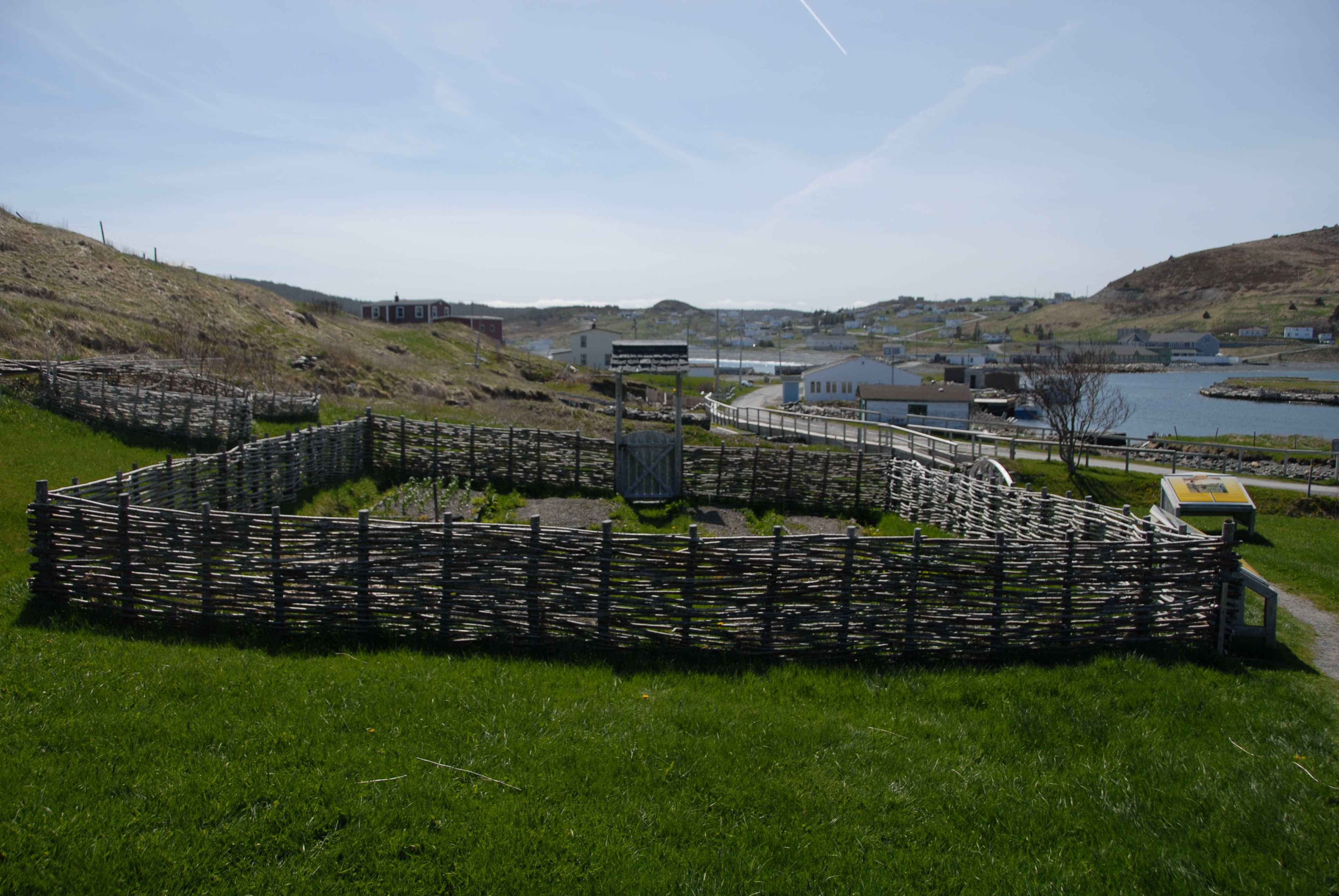
Historisch tuintje met gereconstrueerde houten omheining
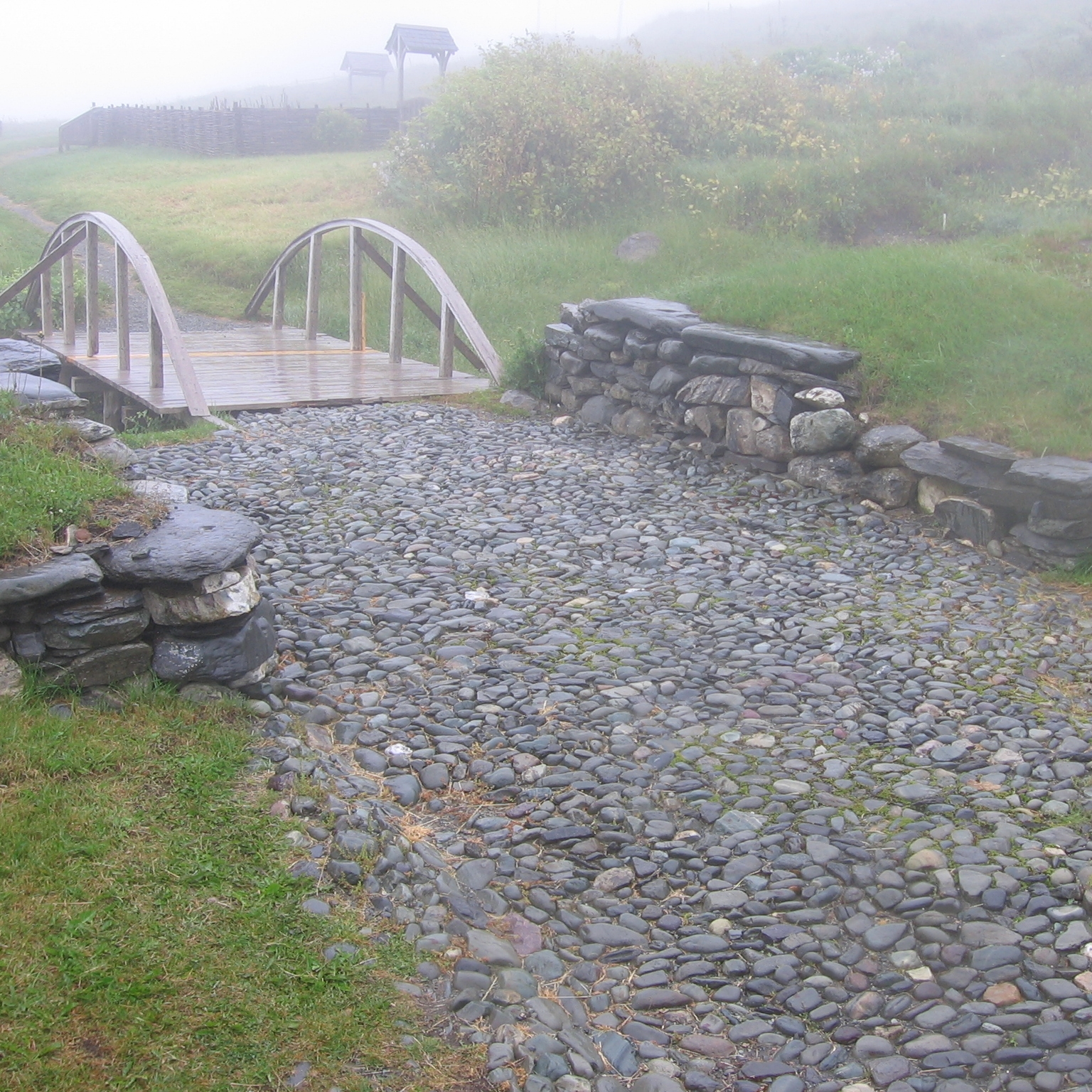
Opgegraven kasseien straat met richting een vestingsgracht, met een omheinde tuin in de achtergrond